# مشاع ۳۰ جهادآباد
مشاع ۳۰ جهادآباد، روستایی از توابع بخش مرکزی شهرستان عنبرآباد در استان کرمان ایران است.

## جمعیت
این روستا در دهستان جهادآباد قرار دارد. براساس سرشماری مرکز آمار ایران در سال ۱۳۸۵، جمعیت آن ۱۸۸ نفر (۴۰ خانوار)، براساس سرشماری مرکز آمار ایران در سال ۱۳۹۰، جمعیت آن ۱۸۷ نفر (۴۷ خانوار) و براساس سرشماری مرکز آمار ایران در سال ۱۳۹۵، جمعیت آن ۱۸۸ نفر (۶۲ خانوار) بوده است.